# Sandwich (クラウドファンディング)
sandwich（サンドイッチ）とは、大分合同新聞社およびミュージックセキュリティーズ株式会社が運営する購入型クラウドファンディングサービス事業専用サイトの名称。

## 概要
2018年10月1日より取扱を開始したクラウドファンディングサービス。キャッチコピーは、「夢をはさみ、希望をはさみ、明日をつくる」。

## 歴史
2018年10月　取扱開始